# Kamen Petkow (Architekt)
Kamen Petkow (bulgarisch Камен Петков; * 1863 in Beloptitschene, Osmanisches Reich; † 17. Februar 1947 in Plowdiw, Volksrepublik Bulgarien) war ein bulgarischer Architekt. Er wurde als "Meister der Secession" bezeichnet. Mit seinen Werken leistete einen maßgeblichen Beitrag zur Entwicklung der modernen bulgarischen Architektur. Seine Bauten prägen bis heute das Erscheinungsbild von Plowdiw.

## Eltern und Jugend
Kamen Petkow (Simeonow) kam 1863 als Sohn von Petko Simeonow (Петко Симеонов) im Dorf Beloptitschene (с. Белоптичене) in der Nähe der nordwestbulgarischen Stadt Belogradtschik (Белоградчик) zur Welt. Sein Geburtsort ist seit 1955 Ortsteil des Dorfs Ruschinzi (с. Ружинци). Nach Beendigung der Grundschule wechselte er in das Gymnasium nach Wraza über. Anschließend leistete er seinen Wehrdienst ab. Danach war er eine Zeitlang als Lehrer tätig.

## Schaffen
Ursprünglich wollte Kamen ein Studium an einer Kunstakademie aufnehmen. Dafür waren jedoch keine Stipendien ausgelobt. Er orientierte sich um und konnte ein staatliches Stipendium für ein Architekturstudium erhalten. 1892 schrieb er sich an der Fakultät für Architektur der Technischen Hochschule Karlsruhe ein, der Vorläuferin des heutigen Karlsruhe Institute of Technology (KIT). 1896 schloss er sein Studium ab und kehrte nach Bulgarien zurück. Er war zunächst in Wraza als auch Widin als Architekt tätig. Später zog er nach Sofia, wo er sich dem Künstlerkreis "Bălgaran" („Българан“) anschloss. 1898 ließ er sich in Plowdiw nieder und eröffnete ein eigenes Architekturbüro. Dort arbeitete bereits seit 1888 Josef Schnitter (* 1852, † 1914) als Stadtarchitekt. Auf ihn geht u. a. der erste Bebauungsplan für Plowdiw zurück. Beide Architekten wurden gute Freunde. Zusammen mit seinem Fachkollegen Mariano Pernigoni (* 1857, † 1938) realisierte Kamen Petkow verschiedene Gebäude. In seinem Büro in Plowdiw arbeitete er bis zu seinem Lebensende am 17. Februar 1947. Allein für die Stadt Plowdiw schuf er über 800 private und öffentliche Gebäude.
Der Stil der meisten seiner Bauten war von der Wiener Secession geprägt. Pflanzeninspirierte Motive lassen einen Einfluss des Jugendstils erkennen. Für einige Gebäude wählte er streng geometrische Muster. Die von ihm entworfenen vier- bis sechsstöckigen Tabaklager setzten ästhetische Maßstäbe im Bereich der Industriearchitektur. Nach dem Erdbeben von Tschirpan im Jahre 1928 gewann er einen vom Heiligen Stuhl ausgeschriebenen Wettbewerb zur Renovierung und zum Wiederaufbau verschiedener beschädigter oder zerstörter katholischer Kirchen in Bulgarien.
Seine Arbeitsorganisation basierte auf der Teilung des Jahres in zwei Abschnitte. Im Winterhalbjahr legte er den Fokus auf die Entwurfsfarbeiten, im Sommerhabjahr auf die Bauausführung. Die am Bau beteiligten Firmen wurden von ihm persönlich ausgewählt. Die entsprechenden Handwerker kannten seine Wünsche und Anforderungen und waren so imstande, Details auch ohne genaue Bauzeichnungen zu realisieren.
In den 1930er Jahren war Kamen Petkow aktives Mitglied der Kammer der Ingenieure und Architekten (Инженерно-архитектурна камара, ИАК), die 1937 zur Kammer der Architekten in Bulgarien (Камарата на архитектите в България, КАБ) wurde.

## Ehe und Familie
1903 heiratete er Radka Georgiewa Popowa (Радка Георгиева Попова) aus Trjawna. Sie war die Tochter von Georgi Popow, einem bekannten Politiker, ehemaligen Freiheitskämpfer sowie Mitstreiter Wassil Lewskis. Das Paar hatte zwei Töchter, Penka (* 1904) und Dorka (* 1909) sowie zwei Söhne, Petko (* 1912) und Georgi (* 1917, † 1991). Georgi trat in die Fußstapfen seines Vaters. Er studierte in München Architektur und war anschließend noch ein Jahr im Büro von Heinrich Rettig in München-Pasing tätig. Nach dem 9. Septembers 1944 arbeitete er in Plowdiw im Bereich der Stadtentwicklung. 1946 heiratete Georgi die Architektin Teodora Iwanowa Făssowa (Теодора Иванова Фъсова, * 1919, † 2002). Auch ihr Sohn, Kamen Georgiew Petkow (* 1950, † 1993), schlug eine Laufbahn als Architekt ein. Dieser und seine Frau Ljudmila Stamatowa, geb. Gerassimowa, wiederum eine namhafte Architektin, gaben ihre gemeinsame Liebe zur Architektur an ihren Sohn Georgi Kamenow (* 1973) weiter.

## Bauten (Auswahl)
1898:
- Pavillon im Hof des Hauses von Luka Litschew, ul. Veliko Tărnowo 13, Plowdiw (беседка в двора на къщата на Лука Личевн, ул. „Велико Търново“ № 13, Пловдив). Die bis heute erhaltene Holzkonstruktion ist Kamen Petkows Erstlingswerk in Plowdiw.[1]

1900:
- Wohnhaus von Jowko Gawrilow, ul. Kiril i Metodi 7, Plowdiw (къща на Йовко Гаврилов, ул. „Кирил и Методий“ № 7, Пловдив).[4][7]

1901:
- Mietshaus mit Ladengeschäften von Dimităr Kondodimo, ul. Rajko Daskalow 5, Plowdiw (доходна къща с магазини на Димитър Кондодимо, ул. „Райко Даскалов“ № 5, Пловдив). Die Bauarbeiten wurden im Jahr 1902 beendet.[2][3]

1901–1903:
- Haus der Wohltätigen Gesellschaft "Mütterfürsorge", ul. Christo G. Danow 14, Plowdiw (къща на Благотворително дружество "Майчина грижа", ул. „Христо Г. Данов“ № 14 , Пловдив). Das Gebäude beherbergt seit 1946 das Staatliche Puppentheater - Plowdiw (Държабен Куклен Театър - Пловдив).[3][4]

1902:
- Altes Wohnhaus des Rosenölhändlers Kăntscho Schipkow, ul. Petko Stajnow 16, Kasanlăk (стара къща на розотърговец Кънчо Шипков, ул. „Петко Стайнов“ № 16, Касанлък).[3] Es ist als Kulturdenkmal gelistet. Seine Fassade wurde im Januar 2022 renoviert.[8]
- Wohnhaus des Glockengießers Lasar D. Weleganow, bul. Ruski 57, Plowdiw (къща на леяр на камбани Лазар Д. Велеганов, бул. „Руски“ № 57, Пловдив).[4]

1903:
- Wohnhaus von Janko Boschilow, ul. Mali Bogdan 30, Plowdiw (къща на Янко Божилов, ул. „Мали Богдан“ № 30, Пловдив).[4] Das einst prächtige Gebäude ist Teil des Landguts von Janko Boshilow (Божилова Чифтлик). 1989 wurde es als Kulturdenkmal eingestuft.[9] Aufgrund von Streitigkeiten zwischen der Stadt Plowdiw und den Erben ist es jedoch seit Jahrzehnten dem Verfall preisgegeben.[10]

1907:
- Mietshaus mit Ladengeschäften von Dr. Dagorow, ul. Zaribrod 1, Plowdiw (доходна къща с магазини на д-р Дагоров, ул. „Цариброд“ № 1, Пловдив).[4][11] Die Ladenfront des Gebäudes zeigt heute zum Platz Rimski Stadion (пл. Римски Стадион), der informell unter dem Namen pl. Dshumajata (пл. „Джумаята“) bekannt ist.

1909:

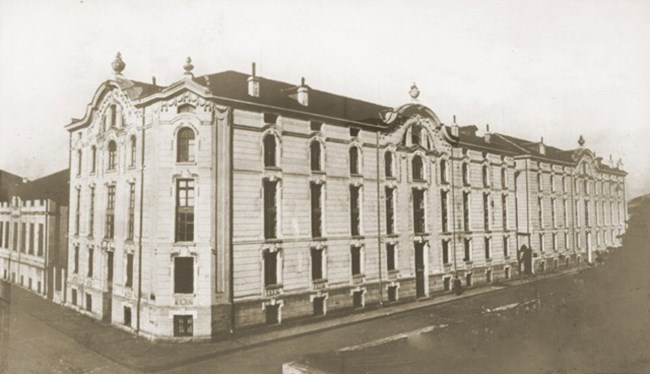
Lagerhäuser des Tabakhändlers Dimităr Kudoglu (Postkarte aus dem Jahr 1927)

- Lagerhäuser des Tabakhändlers Dimităr Kudoglu, ul. Kapitan Andreëw 2 und 3, Plowdiw (складове на търговеца на тютюн Димитър Кудоглу, ул. „Капитан Андреев“ № 2 и 3, Пловдив).[12] Ihre Fassaden waren im Stil der Secession gestaltet. Beide Gebäude wurden durch einen Brand am 20. August 2016 bis auf die Außenmauern zerstört.[13] Im Jahr 2018 legten der italienische Architekt Raimondo Flaccomino und die bulgarische Architektin Radka Stefanowa einen Entwurf vor, die Lagerhäuser, unter Erhaltung der Fassaden, in Wohnanlagen umzubauen.[14]
- Wohnhaus des amerikanischen Missionars George Marsh, ul. Boshidar Sdrawkow 27, Plowdiw (дом ха американския мисионер Джордж Марш, ул. „Божидар Здравков“ № 27, Пловдив). Der Entwurf wurde von Kamen Petkow nach einer Zeichnung von George Marsh ausgeführt. Die Fassade des Hauses ist unverputzt und lässt das aus Werkstein bestehende Mauerwerk erkennen.[15][16]

1914:
- Wohnhaus von Luka Litschew, ul. Veliko Tărnowo 13, (къща на Лука Личев, ул. „Велико Търново“ № 13, Пловдив).[4]
- Gestaltung der Krypta der Gedächtniskirche »Christi Geburt« im Kloster Schipka.[17] Vom ursprünglichen Entwurf wurde bei einer Renovierung nach dem Zweiten Weltkrieg abgewichen.

1923:
- Gebäude der Jüdischen Wohltätigen Gesellschaft „Scholem Alejchem“, ul. Christo G. Danow 20, Plowdiw (къща на Еврейско благотворително дружество „Шалом Алейхум“, ул „Христо Г. Данов“ № 20, Пловдив).[3][4] Die Fertigstellung erfolgte 1924.[3]

1925–1932:
- Lagerhaus des Kartells der Tabakfabriken, ul. Exarch Josif 16, Plowdiw (склад на картела на тютюневите фабрики, ул. „Екзарх Йосиф“ № 16, Пловдив). Der beeindruckende, funktional gestaltete Bau weist bis zu sechs Geschosse sowie einen Dachboden auf.[3] Auftraggeberin war die AG "Vereinigte Tabakfabriken" (Безименно АД Съединени тютюневи фабрики), die auch als "das Kartell" bezeichnet wurde.[18] Das Gebäude wurde unter Leitung von Ljudmila Petkowa restauriert und zu einem Veranstaltungszentrum umgestaltet.[19] Heute trägt es den Namen "Sklad" (bulgarisch „Склад“, deutsch "Lagerhaus").

1928:

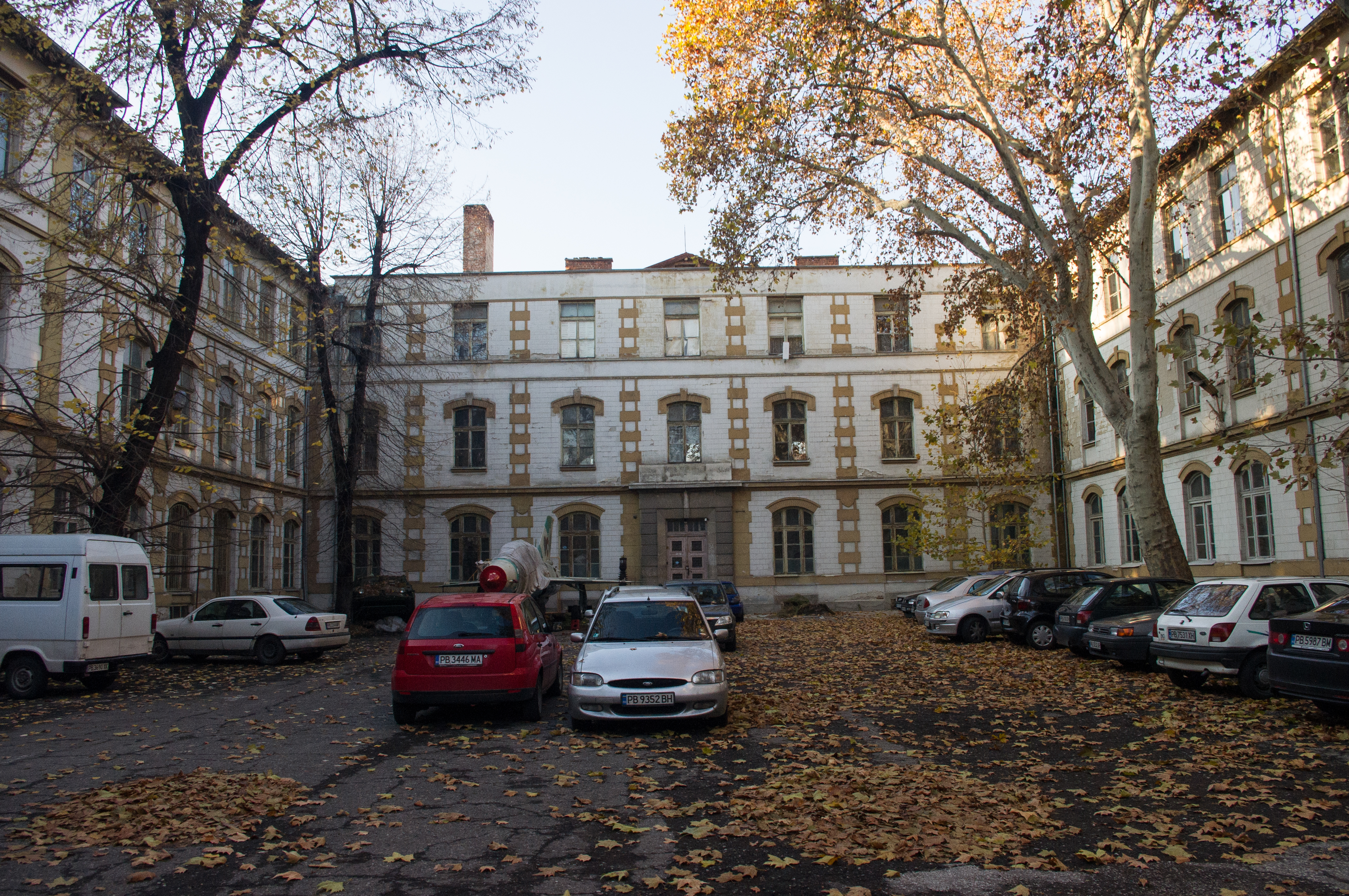
Gebäudekomplex am dritten Standort der Filiale Plowdiw der Technischen Universität Sofia (2013)

- Aufstockung des 1898 von Georgi Fingow und Wălko A. Wălkowitsch entworfenen Französischen Mädchenkollegs »St. Josef«, ul. Zanko Djustabanow 8, Plowdiw (französisch École des Sœurs de Saint-Joseph de l'Apparition, Plovdiv, bulgarisch Френски девичесцки колеж »Св. Йосиф«, ул. „Цанко Дюстабанов“ № 8, Пловдив).[20] Das Gebäude ist heute der dritte Standort der Filiale Plowdiw der Technischen Universität Sofia.

1929
- Bulgarische Nationalbank, Filiale Plowdiw, ul. Rajko Daskalow 51, Plowdiw (Българска Народна Банка, клон Пловдив, ул. „Райко Даскалов“ № 51, Пловдив). Das Bankhaus wurde vom Schweizer Architekten Henri Meyer entworfen und 1899 fertig gestellt. Kamen Petkow übernahm 1929 das Design des Erweiterungsbaus. 1974 wurde der Komplex um zwei Etagen aufgestockt und um einen Flügel ergänzt. Im Jahre 1985 erhielt er den Status eines nationalen Kulturdenkmals. Seit 2013 steht das Ensemble leer. Es befindet sich im Besitz der Stadt Plowdiw, die 2024 einen Ideenwettbewerb für dessen Nachnutzung ausschrieb.[21]

1929–1932:

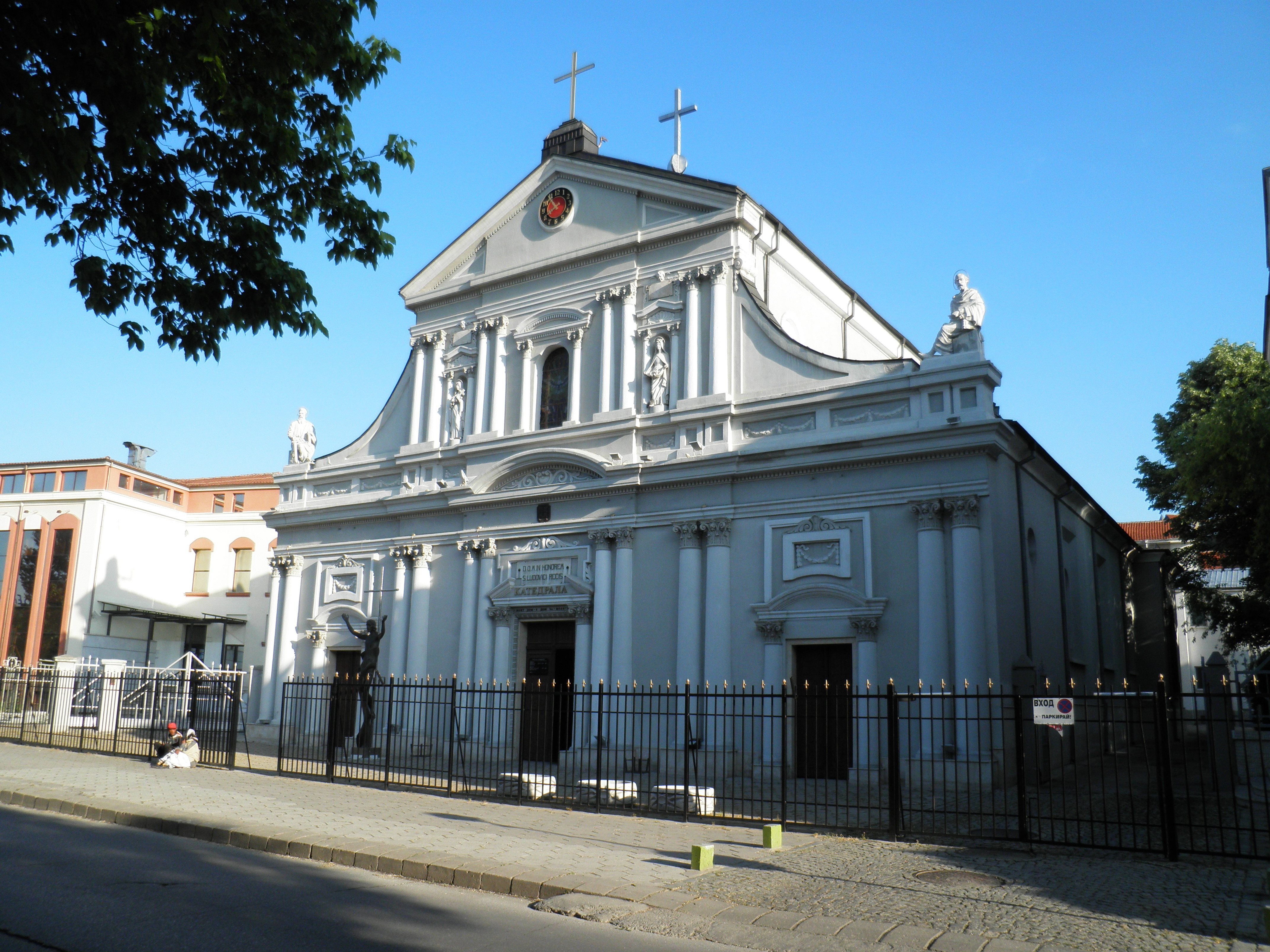
Katholische Kathedrale »St. Ludwig« in Plowdiw (2012)

- Katholische Kathedrale »St. Ludwig«, bul. Knjaginja Maria Luisa 3, Plowdiw (Католическата катедрала »Св. Лудвиг«, бул. „Княгиня Мария Луиза“ № 3, Пловдив).[22] Die dreischiffige Basilika wurde am 25. März 1861 geweiht. Beim Erdbeben von Tschirpan (1928) trug sie schwere Schäden davon. Kamen Petkow entwarf für sie 1929 eine neue Hauptfassade im Stil des Neobarocks. Der Wiederaufbau konnte 1931 abgeschlossen werden. Nur ein Jahr später kam es durch einen Kurzschluß zu einem Brand.[23] Unter Beibehaltung der ursprünglichen Ausmaße gestaltete Petkow die Pläne für einen neuen Kirchenraum.[24] Die restaurierte Kathedrale wurde am 8. Mai 1932 vom damaligen Apostolischen Delegaten Angelo Roncalli, dem späteren Papst Johannes XXIII., konsekriert.[25]

1930–1931:
- Katholische Kirche »Hl. Erzengel Michael«, ul. Nikola Wapzarow 2a, Rakowski-Sekirowo (Католическа църква »Св. Архангел Михаил«, ул. „Никола Вапцаров“ № 2а, кв. Секирово, Раковски).[22] Es handelt sich dabei um eine neuromanische dreischiffige Kreuzbasilika mit zwei Glockentürmen. Sie kann bis zu 2000 Gläubige aufnehmen.[2][26] Die Grundsteinlegung fand am 30. März 1930 statt. Die Kirche wurde am 8. Dezember 1931 geweiht.[26]

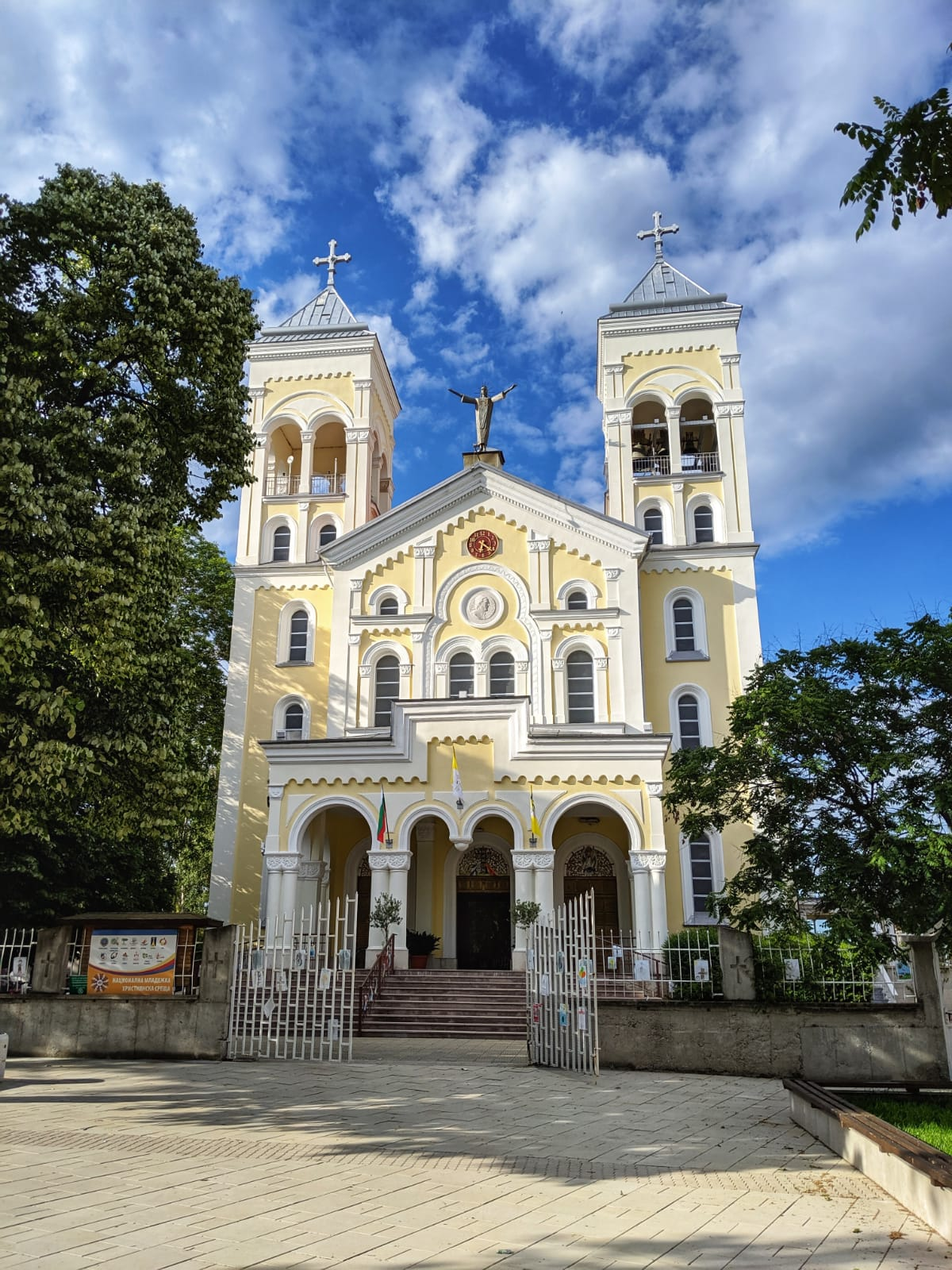
Katholische Kirche »Allerheiligstes Herz Jesu« in Rakowski-General Nikolaewo (2019)

- Katholische Kirche »Allerheiligstes Herz Jesu«, pl. Bălgarija 3, Rakowski-General Nikolaewo (Католическа църква »Пресвето Сърце Исусово«, пл. „България“ № 3, кв. Генерал Николаево, Раковски).[22] Das Gebäude ist der architektonische Zwilling der Kirche »Hl. Erzengel Michael«. Aufgrund einer Rivalität zwischen den beiden ehemaligen Dörfern Baltadshij (Балтаджий, türkisch Baltacı, nach mehrfachen Namensänderungen ab 1945 Sekirowo) und Kalătschlij (Калъчлий, türkisch Kılıçlı, ab 1934 General Nikolaewo), wählte Kamen Petkow für sie einen identischen Bauplan. Der Grundstein wurde am 4. Mai 1930 gelegt. Am 20. Dezember 1931 erfolgte ihre Konsekration.[2][26]
- Katholische Kirche »Unbefleckte Empfängnis der Jungfrau Maria«, ul. Christo Smirnenski 6, Rakowski-Partschewitsch (Католическа църква »Непорочно зачатие на Дева Мария«, ул. „Христо Смирненски“ № 6, кв. Парчевич, Раковски).[22] Kamen Petkow konzipierte sie als dreischiffige Kreuzbasilika. Sie besitzt einen oktogonalen Glockenturm über dem Haupteingang. Die Bauarbeiten wurde 1930 aufgenommen; ein Jahr später erfolgte die Weihe.
- Katholische Kirche »Hl. Franziskus von Assisi«, ul. Papa Joan Pawel II 1, Belosem (Католическа църква »Св. Франциск от Асизи«, ул. „Папа Йоан Павел ІІ“ № 1, с. Белозем).[22] Die Kirche ist eine neuromanische dreischiffige Kreuzbasilika mit zwei oktogonalen Glockentürmen. Baubeginn war 1930, die Weihe konnte am 13. September 1931 gefeiert werden.[27]
- Unierte Kirche »Christi Himmelfahrt«, ul. Krăstjo Pastuchow 22, Plowdiw (Униатска църква »Възнесение Господне«, ул. „Кръстьо Пастухов“ № 22, Пловдив).[4] Die dreischiffige Basilika weist einen Glockenturm über dem Haupteingang auf. Ihre Fassadengestaltung orientiert sich am orthodoxen Kirchenbau. Die Bauarbeiten begannen 1930. Ein Jahr später erfolgte ihre Weihe.

1931–1932:

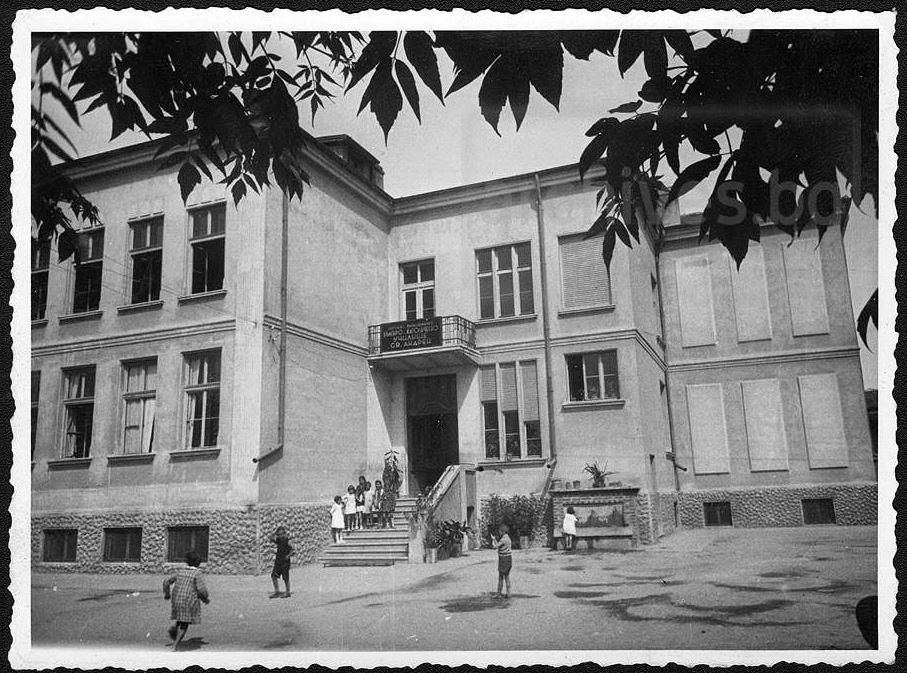
Katholische Schule »St. Andreas« in den Jahren 1939–40

- Katholische Grundschule »St. Andreas«, bul. Knjaginja Maria Luisa 1 ,Plowdiw (französisch École primaire gratuite Saint André à Philippopoli, bulgarisch Католическото училище »Св. Андрей«, бул. „Княгиня Мария Луиза“ № 1, Пловдив). Ihre Gründung erfolgte im Jahre 1863.[28] Das östlich der Kathedrale gelegene Gebäude wurde durch einen von Kamen Petkow entworfenen, funktionalen Bau mit zwei Geschossen ersetzt.[4] Dieser konnte 1932 eröffnet werden. Laut Erlaß der Großen Nationalversammlung № 1144 vom 2. August 1948 mußten sämtliche ausländischen Schulen in Bulgarien zum 1. September 1948 ihren Betrieb einstellen.[28] In den 1990er Jahren wurde das Gebäude an die katholische Kirche restituiert. Es ist heute vermietet.
- Bischöfliches Ordinariat, bul. Knjaginja Maria Luisa 3, Plowdiw (Католическа митрополия, бул. „Княгиня Мария Луиза“ № 3, Пловдив).[22] Das zweigeschossige Amtsgebäude im Secessionsstil befindet sich unmittelbar westlich der Kathedrale.[4]

## Ehrungen
- Im Jahr 1933 wurde Kamen Petkow mit dem bulgarischen Zivilverdienstorden (Народен Орден за Гражданска заслуга) ausgezeichnet.[29]
- 1992 erhielt eine Straße im Plowdiwеr Stadtviertel Kameniza (Каменица) den Namen "ulitsa arch. Kamen Petkow" (ул. „арх. Камен Петков“).[2]
- Seit 2012 trägt das Gymnasium für Architektur, Bauingenieurwesen und Geodäsie in Plovdiv den Namen "Kamen Petkow" (Професионална Гимназия по Архитектура, Строителство и Геодезия арх. Камен Петков).[2]